# They Don't Care About Us
Singles de Michael Jackson
Earth Song
(1995) Stranger in Moscow
(1996)
Pistes de HIStory
Scream
(1) Stranger in Moscow
(3)
They Don't Care About Us est une chanson de Michael Jackson extraite du double album HIStory sorti en 1995. Ce morceau est le 4e single de l'album.

## Thèmes
They Don't Care About Us (littéralement : « Ils n'en ont rien à faire de nous ») est un véritable message politique censé défendre la cause des opprimés et dénoncer le racisme, l'intolérance et les persécutions. La chanson attire ainsi l'attention sur des problèmes sociaux et politiques. Outre ce premier niveau de lecture qui dénonce le traitement des plus faibles et modestes par le système politique, médiatique et répressif, un second niveau de lecture fait référence aux problèmes judiciaires de Michael (affaire Chandler).

## Composition
Michael Jackson avait commencé la composition de cette chanson pour l'album Dangerous.
Le morceau inclut beaucoup de collaborations, dont des parties de guitare jouées par Slash. Il fut travaillé de nombreuses fois, avec de multiples pistes enregistrées, pour obtenir le résultat souhaité. Pour renforcer le côté percutant du titre, Michael s'est investi pour créer des sons de batterie dépouillés.
Les couplets sont scandés de manière brute et rapide, tout comme le refrain, qui reprend le titre de la chanson. À la fin, des chœurs (ceux d'Andraé Crouch) se font entendre, ce qui donne l'impression d'une foule exprimant son indignation. Les principaux instruments utilisés comprennent synthétiseurs, percussions et guitares. La chanson est jouée dans la tonalité ré mineur et sur un tempo de 90 battements par minute.
Pour l’anecdote, Trevor Rabin et Slash se sont trompés dans l'interprétation du passage à la guitare, et c'est l’un des ingénieurs du son Rob Hoffman qui a dû faire un « overdub » à la guitare.

## Controverse autour des paroles
Une controverse naquit pour des paroles jugées antisémites. Michael Jackson décida alors de faire censurer les passages concernés : « Jew me, sue me [...] Kick me, kike me » (second couplet) et « Kick me, kike me » (cinquième couplet). Ceux-ci furent masqués avec des bruits de parasites dans les seconds pressages du disque, rendant la première version plus rare. Pour la sortie du single, les paroles se transformèrent en « Sue me, sue me [...] Kick me, kick me » et « Kick me, kick me ». Les paroles originelles du titre avaient pourtant pour but de défendre la communauté juive, en plaçant Jackson en position de victime. 
Spike Lee, excédé par la censure exercée sur les paroles du titre, déclarera ceci : « Il y a vraiment deux poids deux mesures dans le show-biz. On peut dire « nigger » (nègre) dans une chanson, mais pas « jew » (juif). Si vous prononcez ce mot, alors cela fait de vous un antisémite ». 
Quant à Michael Jackson, il publiera une déclaration à ce sujet : « L'idée que ces paroles pourraient être considérées comme répréhensibles est extrêmement blessante pour moi et trompeuse. La chanson parle en fait de la douleur des préjugés et de la haine et est un moyen d'attirer l'attention sur les problèmes sociaux et politiques. Je suis la voix de l'accusé et de l'agressé. Je suis la voix de tout le monde. Je suis le skinhead, je suis le juif, je suis l'homme noir, je suis l'homme blanc. Je ne suis pas le seul qui fut attaqué. Il s'agit des injustices faites aux jeunes et de la façon dont le système peut les accuser à tort. Je suis en colère et indigné de pouvoir être si mal compris »,.

## Clips
They Don't Care About Us donna naissance à deux vidéoclips tournés par Spike Lee. Au départ, le concept était de montrer Michael en prison et au milieu des favelas de Dona Marta à Rio de Janeiro et de Salvador de Bahia, afin de dénoncer le mépris pour les gens que l'on ne voit jamais, que l'on emprisonne parfois sans preuve, ou que l'on entasse dans des bidonvilles. À l'issue du tournage, Lee avait finalement assez d'images pour réaliser deux versions distinctes : une dite « prison » et une autre dite « brésilienne ». 
La version prison fut interdite dans plusieurs pays. Ce clip semblait véritablement déranger certains pouvoirs en place. Le clip fut par ailleurs jugé trop dur aux États-Unis et ne fut diffusé qu'après 21h00 sur MTV et VH1. Il montre un Michael Jackson emprisonné (entouré d'écrans de télévision exhibant entre autres des images de bavures policières et d'enfants affamés) qui contamine les autres détenus par sa rébellion (ce sont alors de vrais détenus qui sont engagés comme acteurs).
Pour la version brésilienne, il existe une version courte et une version longue du clip. Les deux commencent avec des voix brésiliennes qui interpellent Michael en portugais : « Michael, eles não ligam pra gente » (« Michael, ils s'en foutent de nous »),.
Le 29 août 2020, Spike Lee propose un nouveau clip de They Don't Care About Us en combinant des images existantes des versions brésilienne et prison avec des images de l'année issues du mouvement « Black lives matter » (« Les vies des Noirs comptent »),.

## Interprétation en tournée
They Don't Care About Us a été interprétée lors du HIStory World Tour (2e chanson du spectacle) avec une chorégraphie d'inspiration paramilitaire. La chanson était également prévue dans le programme de la tournée This Is It.

## Reprises
- En version jazz par Enrico Rava sur l'album On the Dance Floor en 2012.
- En version salsa sur l'album Unity: The Latin Tribute to Michael Jackson produit par Tony Succar sorti en 2015, chantée par Kevin Ceballo.
- Par 2Cellos sur l'album Celloverse en 2015.
- Par Beast in Black sur l'album Dark Connection en 2021
- Par Saliva sur l'album Love, lies & therapy en 2016.

## Crédits
- Écriture et composition : Michael Jackson
- Production : Michael Jackson
- Guitare : Rob Hoffman, Slash et Trevor Rabin
- Chœur : chorale d'Andraé Crouch
- Arrangements : Michael Jackson
- Percussions : Michael Jackson et Brad Buxer
- Claviers et synthétiseurs : Chuck Wild, Michael Jackson et Brad Buxer
- Programmations : Chuck Wild, Andrew Scheps, Michael Jackson et Brad Buxer
- Ingénieurs : Brad Sundberg, Rob Hoffman et Matt Forger
- Enregistrement et mixage : Bruce Swedien

## Liste des pistes

### Single #1 (Europe)
1. They Don't Care About Us (LP Edit) — 4:10
2. They Don't Care About Us (Love to Infinity's Walk in the Park Mix) — 7:18
3. They Don't Care About Us (Love to Infinity's Classic Paradise Mix) — 7:55
4. They Don't Care About Us (Love to Infinity's Anthem of Love Mix) — 7:46
5. They Don't Care About Us (Love to Infinity's Hacienda Mix) — 7:10
6. They Don't Care About Us (Dallas Austin Main Mix) — 5:20

### Single #2 (Europe)
1. They Don't Care About Us (version single) — 4:43
2. They Don't Care About Us (Track Master's Remix) — 4:07
3. They Don't Care About Us (Charles' Full Joint Remix) — 4:56
4. Beat It (Moby's Sub Mix) — 6:11

### Single #1 (États-Unis)
1. They Don't Care About Us (version single) — 4:43
2. Rock with You (Frankie's Favorite Club Mix Radio Edit) — 3:47
3. Earth Song (Hani's Radio Experience) — 3:33
4. Wanna Be Startin' Somethin' (Brothers in Rhythm House Mix) — 7:40

### Single #2 (États-Unis)
1. They Don't Really Care About Us (version album non éditée) — 4:43
2. They Don't Really Care About Us (Charles' Full Joint Remix) — 4:56
3. They Don't Really Care About Us (Dallas Main Mix) — 5:06
4. They Don't Really Care About Us (Love to Infinity's Walk in the Park Mix) — 7:18
5. They Don't Really Care About Us (Love to Infinity's Classic Paradise Mix) — 7:55
6. They Don't Really Care About Us (Track Master's Radio Edit) — 3:58
7. Rock with You (Frankie's Favourite Club Mix) — 3:47
8. Earth Song (Hani's Club Experience) — 7:55

### SingleVisionary
CD
1. They Don't Care About Us (version album)
2. They Don't Care About Us (Love to Infinity's Walk in the Park Mix)

DVD
1. They Don't Care About Us (clip au Brésil) — 7:09
2. They Don't Care About Us (clip en Prison) — 4:54

### SingleThey Don't Care About Us
Audio (CD)
1. They Don't Care About Us - 4:44

Vidéoclips (DVD)
1. They Don't Care About Us (Prison Version) (Official Video) - 4:54
2. They Don't Care About Us (Brazil Version) (Official Video) - 4:42

## Accueil
Au Royaume-Uni, They Don't Care About Us atteint la 4e place et reste dans le Top 100 pendant 18 semaines, alors qu'en Italie et Allemagne il est numéro 1. Ces résultats contrastent avec le Billboard Hot 100 où le single ne dépassera pas la 30e position même s'il y restera 13 semaines. Dans l'Eurochart Hot 100, They Don't Care About Us atteint la place numéro 2, et y restera huit semaines, comptabilisant 26 semaines de présence.

## Classements et certifications

### Classements hebdomadaires
| Classement (1996)                               | Meilleure position |
| ----------------------------------------------- | ------------------ |
| Allemagne (Media Control AG)                    | 1                  |
| Australie (ARIA)                                | 16                 |
| Autriche (Ö3 Austria Top 40)                    | 2                  |
| Belgique (Flandre Ultratop 50 Singles)          | 9                  |
| Belgique (Flandre VRT Top 30)                   | 9                  |
| Belgique (Wallonie Ultratop 50 Singles)         | 3                  |
| Danemark (Tracklisten)                          | 3                  |
| États-Unis (Billboard Hot 100)                  | 30                 |
| États-Unis (Cash Box)                           | 31                 |
| États-Unis (Hot Dance Club Play)                | 27                 |
| États-Unis (Hot Dance Music/Maxi-Singles Sales) | 4                  |
| États-Unis (Hot R&B Singles)                    | 10                 |
| États-Unis (Rhythmic Top 40)                    | 27                 |
| Europe (Eurochart Hot 100)                      | 2                  |
| Finlande (Suomen virallinen lista)              | 6                  |
| France (SNEP)                                   | 4                  |
| Hongrie (Mahasz)                                | 1                  |
| Irlande (IRMA)                                  | 7                  |
| Italie (FIMI)                                   | 1                  |
| Norvège (VG-lista)                              | 6                  |
| Nouvelle-Zélande (RMNZ)                         | 9                  |
| Pays-Bas (Nederlandse Top 40)                   | 4                  |
| Pays-Bas (Single Top 100)                       | 4                  |
| Pologne (Classements Singles)                   | 2                  |
| République tchèque (Rádio Top 100 Oficiální)    | 1                  |
| Royaume-Uni (UK Singles Chart)                  | 4                  |
| Suède (Sverigetopplistan)                       | 3                  |
| Suisse (Schweizer Hitparade)                    | 3                  |

| Classement (2006)              | Meilleure position |
| ------------------------------ | ------------------ |
| Australie (Kent Music Report)  | 75                 |
| Espagne (PROMUSICAE)           | 2                  |
| France (SNEP)                  | 66                 |
| Italie (FIMI)                  | 9                  |
| Pays-Bas (Single Top 100)      | 38                 |
| Royaume-Uni (UK Singles Chart) | 26                 |

| Classement (2009)                          | Meilleure position |
| ------------------------------------------ | ------------------ |
| Australie (ARIA)                           | 18                 |
| Autriche (Ö3 Austria Top 40)               | 12                 |
| Belgique (Flandre Back Catalogue Singles)  | 1                  |
| Belgique (Wallonie Back Catalogue Singles) | 1                  |
| Danemark (Tracklisten)                     | 9                  |
| Canada (Hot Canadian Digital Singles)      | 49                 |
| États-Unis (Hot Digital Songs)             | 64                 |
| Finlande (Suomen virallinen lista)         | 19                 |
| Norvège (VG-lista)                         | 10                 |
| Nouvelle-Zélande (RMNZ)                    | 15                 |
| Pays-Bas (Single Top 100)                  | 24                 |
| Royaume-Uni (UK Singles Chart)             | 28                 |
| Suède (Sverigetopplistan)                  | 7                  |
| Suisse (Schweizer Hitparade)               | 4                  |

| Classement (2012) | Meilleure position |
| ----------------- | ------------------ |
| France (SNEP)     | 149                |

| Classement (1996)               | Position |
| ------------------------------- | -------- |
| Autriche (Ö3 Austria Top 40)    | 3        |
| Belgique (Flandre Ultratop 50)  | 40       |
| Belgique (Wallonie Ultratop 40) | 21       |
| France (SNEP)                   | 24       |
| Italie (FIMI)                   | 22       |
| Pays-Bas (Nederlandse Top 40)   | 26       |
| Pays-Bas (Single Top 100)       | 44       |
| Suisse (Schweizer Hitparade)    | 8        |

| Pays              | Certification | Date         | Ventes  |
| ----------------- | ------------- | ------------ | ------- |
| Allemagne (BVMI)  | 3 × Or        | 1996         | 750 000 |
| Australie (ARIA)  | Or            | 1996         | 35 000  |
| Autriche (IFPI)   | Or            | 18 juin 1996 | 15 000  |
| France (SNEP)     | Argent        | 1996         | 208 000 |
| Norvège (IFPI)    | Or            | 1996         | 5 000   |
| Royaume-Uni (BPI) | Argent        | 1er mai 1996 | 200 000 |